# France Vitrail International
 (mai 2024).
France Vitrail International' est un atelier français d'artisanat d'art du verre, situé à Colombes et supervisé par Éric Bonte, maître verrier depuis 1979. 
L'équipe d'une vingtaine de professionnels, est spécialisée dans la création de vitrail et de verre sablé. L'atelier crée, réalise et pose, des réalisations originales, artistiques et esthétiques, pour tous publics, styles et mises en œuvre à travers le monde. L'atelier est labellisé Entreprise du Patrimoine Vivant (EPV). Le savoir faire de France Vitrail International s'étend également à la restauration de vitraux anciens et leur mise en double vitrage.

## Histoire

### Les Débuts

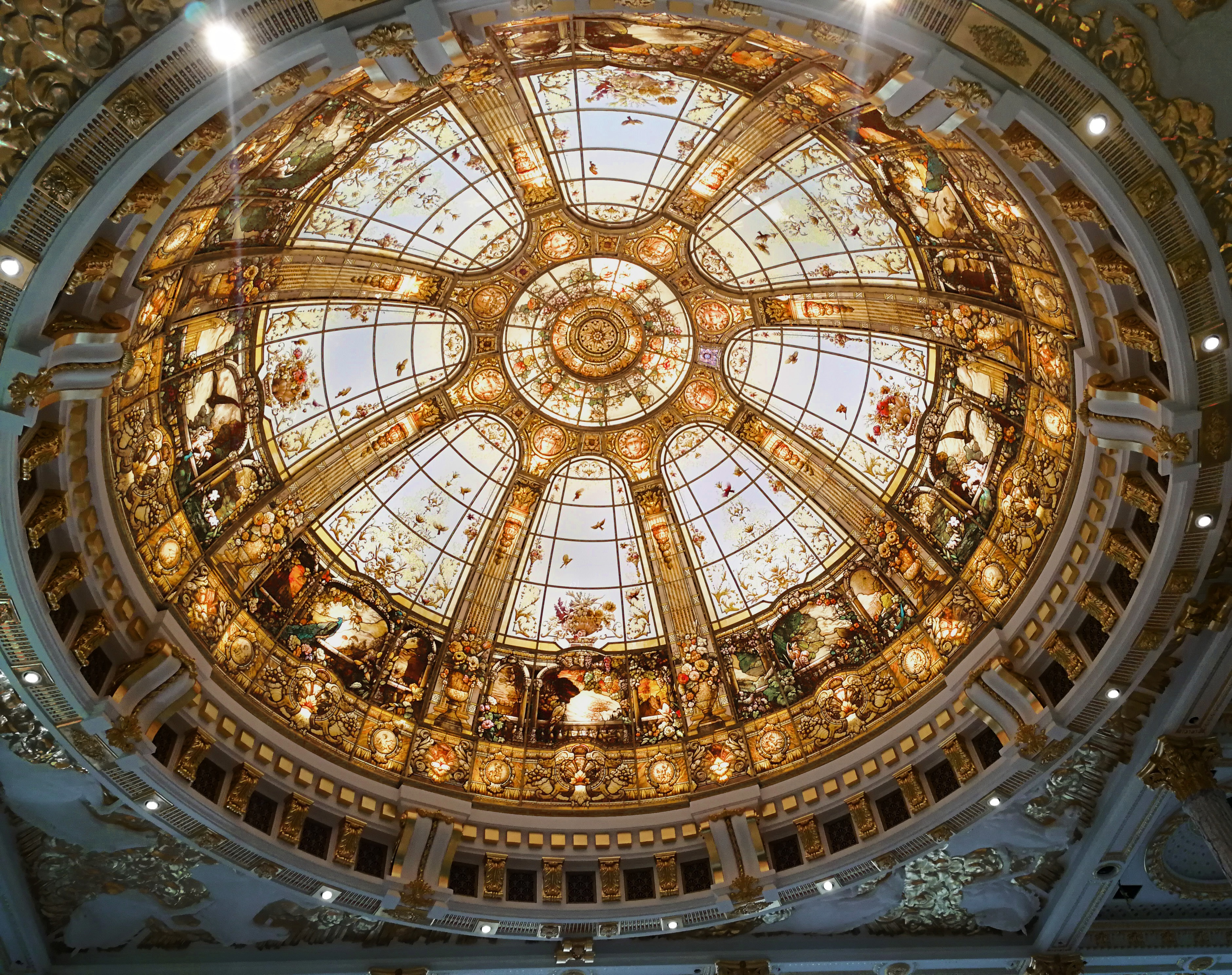
Dôme en vitrail (9 m Diamètre) fait main par l'entreprise.

Eric Bonte est né à Paris en 1956. Après un baccalauréat scientifique, il entre à l’École nationale supérieure des arts appliqués et des métiers d'art, Olivier-de-Serres, à Paris.
L'école dispense un enseignement varié : dessin, peinture, architecture intérieure, design espace, publicité, en plus de matières générales de langues et lettres... il choisit la spécialité vitrail, pour les infinies possibilités qu’il ressent d’un travail lié à la couleur, à la lumière, l’attrait pour une démarche artistique et technique à la fois… Il obtient son diplôme à 23 ans en 1979, date à laquelle il rachète un atelier à Issy-les-Moulineaux où il succède au peintre verrier Joseph Kef Ray (1898-1979) alors âgé de 82 ans.
En 1988, Eric Bonte crée France Vitrail International. Entreprise de grande ampleur située à Nanterre, pour répondre à la plus importante commande de l'histoire du vitrail, les 8 400 m2 de vitraux de la basilique Notre-Dame-de-la-Paix de Yamoussoukro (Côte d'Ivoire).
Les vitraux comptent plus de deux millions de morceaux de verre antique. Avec au sommet du monument, un dôme en vitrail de 40 m de diamètre, également le plus grand du monde.
La Basilique de Yamoussoukro possède encore 30 ans après la plus grande surface de vitraux au monde.

### L'Après Yamoussoukro
Depuis, l'atelier a su poursuivre son activité, l'étendre, la diversifier. Marie-Thérèse Herry écrit « Sortir des murs du sacré pour percer le marché de la décoration et de l'architecture contemporaine ». Notamment pour des réalisations de pièces complexes et uniques, de très grande taille, des dômes en vitrail des plafonds en verre, pour lesquels France Vitrail International assure aussi la fabrication des châssis métalliques.
France Vitrail International est composé d'artisans d'art et d'artistes, équipe aux savoir-faire variés. Ce qui permet à l'atelier de proposer un éventail de réalisations répondant techniquement et artistiquement aux demandes. L'expérience au service de la qualité, d'après Christophe Barraut, l'atelier d'artisanat d'art est réputé sur la scène internationale. France Vitrail International est également une entreprise exportatrice reconnue, avec près de 25 pays visités à ce jour (2018).
Arlette Bigot écrit que grâce aux compétences d'Eric Bonte et de son équipe, France Vitrail International exporte le goût et l'art de vivre français.

### Les Plus
Dessinateur, peintre, maître verrier, sculpteur de verre, Éric Bonte tente « d'allier le coté réfléchi, patient, mûri de la création à la spontanéité du moment dans une synthèse sensible et artistique.» Il contribue à faire évoluer l'art du vitrail. Il expose également des sculptures en verre, notamment à la galerie Capazza, où il a également exposé un dome en vitrail de 6 m de diamètre.
Eric Bonte travaille par ailleurs avec des artistes renommés tel que Jean Bazaine ou, plus récemment, Philippe Pasqua ainsi qu'Alvaro Barrington pour son exposition à la galerie Thaddaeus Ropac de Paris en 2023. Jean-Paul Goude a également fait appel à lui pour un travail de recherche sur le vitrail.
Même si l'importance qu'a pris la réalisation de vitraux dans son atelier France Vitrail International ne lui donne désormais que peu de loisirs de création personnelle.
La démarche reste pourtant inchangée depuis 40 ans, Eric Bonte allie les mondes de l’artisanat d’art et l’œuvre d’art ; en réalisant avec passion les rêves les plus fous de ses clients en France et à l'international.

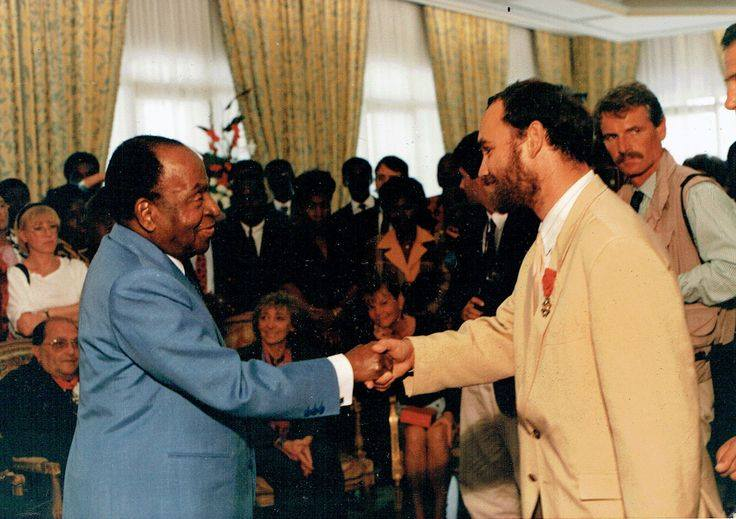
Le Président Félix Houphouët-Boigny remettant la médaille de la Légion d'honneur à Eric Bonte en 1989 pour la réalisation des vitraux de la Basilique.

## Récompenses
- 1989 : Officier de l'ordre national de Côte d’Ivoire remis par Monsieur le Président de la Côte d'Ivoire Félix Houphouët-Boigny[Note 1],[10]
- 1999 : Grand Prix départemental des Métiers d'Art organisé par la Société d'Encouragement aux Métiers d'Art (SEMA)
- 2006 : Titre de maître Artisan (Vitraux & verres sculptés) remis par la Chambre de métiers des Hauts de Seine & Commission Régional des qualifications d'Île-de-France[29]
- 2006 : Titre d'Artisan d'Art remis par la Chambre de métiers des Hauts de Seine
- 2016 : Label Entreprise du Patrimoine Vivant remis par le Ministre de l'Économie, de l'Industrie et du Numérique ainsi que la Secrétaire d'État chargée de Commerce de l'Artisanat, de la Consommation et de l'Économie Sociale et Solidaire[7]
- 2023 : Sélectionné comme représentant de l'Île de France[30] pour la troisième édition de La Grande Exposition du Fabriqué en France au Palais de l'Elysée. Exposition d'un dôme en vitrail de 5 mètres de diamètre
- 2023 :  Médaille de l'Excellence Artisanale décernée par la Chambre de Métiers et de l'Artisanat

## Principales réalisations

### Afrique
- 1988 : Basilique Notre-Dame-de-la-Paix de Yamoussoukro (Côte d'Ivoire)
- 1996 : Baie en vitrail Cotonou (Bénin)
- 1997 : Jolie Ville Mövenpick, Charm el-Cheikh (Égypte)
- 1999 : Chapelle Douala, Cameroun
- 2003 : Baie en vitrail et mobilier verre sablé (Égypte)
- 2006 : Centre de conférence de la Ligue Arabe Charm el-Cheikh (Égypte)

### Amérique du Nord
- 1991 : Baies en vitrail, États-Unis
- 2017 : Dôme en vitrail (4,5 m diamètre) Léon (Mexique)

### Asie
- 1991 : Coupole vitrail, (9 m diamètre), Inde
- 1998 :
  - Église hôtel Nikko Fukuoka (Japon)
  - Façade en vitrail Tokyo (Japon)
- 2000 :
  - Palais Sultan Quaboos (Oman)
  - Grande Mosquée du sultan Qabus (Oman)
  - Entre autres 4 dômes en vitrail (1,5 et 5 m diamètre) Djeddah (Arabie saoudite)
- 2001 : Entreprise Arche (Japon)
- 2002 : Marquise extérieure et façade en verre (Koweït)
- 2016 : 2 Dômes en vitrail (9 m diamètre), Dubaï (Émirats arabes unis)

### Europe
- 1989 : Baldaquin, Milan (Italie)
- 1992 : Baie vitrail, Grèce
- 1993 : Cage d'escalier en vitrail, Leiria (Portugal)
- 1997 : Banque générale du Luxembourg (Luxembourg)
- 1998 : Casino Kiev (Ukraine)
- 2000 : Mairie de Moscou (Russie)
- 2001 : Plafond en vitrail (3 m2) Bruxelles (Belgique)
- 2006 :
  - Fenêtres, portes, plafonds, dôme vitrail et verre sablé (3,5 m diamètre) Saint-Pétersbourg (Russie)
  - Miroirs gravés Kiev (Ukraine)
- 2007 : Portes, baies et plafond en vitrail (3 m2) Vevey (Suisse)
- 2012 : Ornements Londres (Angleterre)
- 2013 : Salle de bain Gstaad (Suisse)
- 2015 : Baies (7 m) et dôme en vitrail (4,5 m diamètre) Monténégro
- 2021 : Baies vitrail, Londres (Angleterre)

#### France
- 1984 : Saint-Dié (Vosges)[31]
- 1985 : Chapelle de la Madeleine - Penmarc'h (Finistère)
- 1992 : Disneyland Paris, Chessy (Seine-et-Marne)
- 1993 : Jardin d'hiver en vitrail Presles (Val-d'Oise)
- 1994 : Brasserie Flo, Strasbourg (Bas-Rhin)
- 1995 :
  - Le grand café de l'Univers, Saint-Quentin (Aisne)
  - Moët Hennessy, Issy-les-Moulineaux (Hauts-de-Seine)
- 2020 : Brasserie Parisienne, Compiègne (Oise)
- 2020 : Eglise Le Thillay (Val-d'Oise)
- 2021 : Domaine Anne Gros (Côte d'Or)

##### Paris
- 1985 :
  - Plaza Athénée, 8e arr.[32]
  - Cap Gemini Sogetti, 17e arr.
- 1989 : Synagogue Nazareth, 3e arr.
- 1990 :
  - Cerruti, 8e arr.
  - Hôtel Le Meurice, 1er arr.
  - Hôtel Richmond, 10e arr.
- 1992 : Maison Rostang, 17e arr.
- 1993 : La Belle Meunière de Pigalle, 9e arr.[33]
- 1994 : Hôtel Raphaël, 16e arr.
- 1995 : Grand Café Capucines, 9e arr.
- 1996 : Palais de Tokyo, 16e arr.
- 1998 : Publicis, 8e arr.
- 1999 :
  - Hôtel Scribe, 9e arr.
  - Brasserie Flotte, 1er arr.
- 2000 : Relais Plaza, 8e arr.
- 2001 :
  - Hôtel Régina, 1er arr.
  - Café de Flore, 6e arr.
- 2004 : Tour de l'horloge gare de Lyon, 12e arr.
- 2011 : Gare Saint-Lazare, 8e arr.[34]
- 2012 : Dôme de l'hôtel des Invalides, 7e arr.
- 2012/2018 - Brasseries Mollard, 8e arr.[35]
- 2014 : Ministère des Armées, Caserne Balard, 15e arr.
- 2015 : Ladurée, 8e arr.
- 2022 : La Demeure Montaigne, 8e arr.
- 2022 : Hotel Château Frontenac, 8e arr.
- 2024 - Mairie du 13e arrondissement de Paris
- 2024 - Brasseries Mollard, 8e arr.[35]